# Nationale 1960-1961
La Nationale 1960-1961 è stata la 39ª edizione del massimo campionato francese di pallacanestro maschile. La vittoria finale è stata ad appannaggio del Bagnolet.

## Risultati

### Fase a gironi

#### Gruppo A
|    | Squadra              | G  | V  | P  | PF   | PS  | P.ti | Qualificazione           |
| -- | -------------------- | -- | -- | -- | ---- | --- | ---- | ------------------------ |
| 1. | P.U.C.               | 14 | 12 | 2  | 822  | 716 | 38   | playoff                  |
| 2. | Bagnolet             | 14 | 10 | 4  | 1073 | 954 | 34   | playoff                  |
| 3. | ASVEL                | 14 | 10 | 4  | 935  | 756 | 34   |                          |
| 4. | Charleville-Mézières | 14 | 9  | 5  | 880  | 812 | 32   |                          |
| 5. | ABC Nantes           | 14 | 7  | 7  | 817  | 883 | 28   |                          |
| 6. | Roanne               | 14 | 4  | 10 | 792  | 850 | 22   |                          |
| 7. | Stade Marseillais    | 14 | 3  | 11 | 754  | 952 | 18   |                          |
| 8. | CO Billancourt       | 14 | 2  | 12 | 745  | 895 | 18   | retrocessa in Excellence |

#### Gruppo B
|    | Squadra        | G  | V  | P  | PF  | PS  | P.ti | Qualificazione           |
| -- | -------------- | -- | -- | -- | --- | --- | ---- | ------------------------ |
| 1. | Caen           | 14 | 11 | 3  | 835 | 741 | 36   | playoff                  |
| 2. | SA Lione       | 14 | 11 | 3  | 937 | 829 | 36   | playoff                  |
| 3. | RCM Tolosa     | 14 | 10 | 4  | 831 | 766 | 34   |                          |
| 4. | Denain         | 14 | 9  | 5  | 808 | 785 | 32   |                          |
| 5. | SCA Charenton  | 14 | 5  | 9  | 856 | 890 | 24   |                          |
| 6. | Valenciennes   | 14 | 4  | 10 | 858 | 958 | 22   |                          |
| 7. | R.C. de France | 14 | 3  | 11 | 815 | 855 | 20   |                          |
| 8. | Stade français | 14 | 3  | 11 | 826 | 942 | 20   | retrocessa in Excellence |

### Fase finale
|    | Squadra  | G | V | P | PF  | PS  | P.ti |
| -- | -------- | - | - | - | --- | --- | ---- |
| 1. | Bagnolet | 3 | 2 | 1 | 209 | 203 | 5    |
| 2. | SA Lione | 3 | 2 | 1 | 183 | 177 | 5    |
| 3. | P.U.C.   | 3 | 2 | 1 | 227 | 193 | 5    |
| 4. | Caen     | 3 | 0 | 3 | 168 | 214 | 3    |

| Nationale 1960-1961 |
| ------------------- |
| Bagnolet 1º titolo  |

## Formazione vincitrice
| N° | Naz.               | Ruolo | Sportivo           |  | Alt. |  |
| -- | ------------------ | ----- | ------------------ |  | ---- |  |
|    | Francia (bandiera) | C     | Jean-Marie Jouaret |  | 193  |  |
|    | Francia (bandiera) | AP    | Maxime Dorigo      |  | 192  |  |
|    | Francia (bandiera) | C     | Bernard Mayeur     |  | 193  |  |